# Немо Томсен
Немо Томсен (нар. 5 квітня 2004, Ілуліссат, Гренландія) — грендландський футболіст, центральний нападник данського «Гольбека».

## Клубна кар'єра
Народився в грендландському місті Ілуліссат. У Чемпіонаті Гренландії 2018 року 14-річний Немо відзначився хет-триком за «Нагдлунгуак-48», завдяки чому став наймолодшим бомбардиром турніру.
У 2019 році переїхав до Південної Ютландії в Данії, щоб підвищити рівень футбольної майстерності. Незабаром після цього почав грати за академію «Сеннер'юска», де протягом шести місяців проживав в прийомній сім'ї, перш ніж переїхати в житло для гравців на Луісевеї. Після переходу до «Колдінга» дебютував за команду U17 1 квітня 2021 року у весняній частині сезону, в переможному (3:0) поєдинку проти «Нестведа» (U-17).
У лютому 2023 року отримав свої хвилини на футбольному полі в першій команди «Колдінга» під час тренувального збору, який проходив у Туреччині. Під час зборів «Колдінг» грав з клубами з Латвії, Данії та Боснії і Герцеговини. Сезон 2023 років із 25-ма голами завершив як найкращий бомбардир юнацького (U-19) чемпіонату. У вище вказаному сезоні «Колдінг» виграв чемпіонський титул. Після вражаючої гри на юнацькому рівні підписав свій перший дорослий контракт з клубом на сезон 2023/24 років. 
8 серпня 2023 року оформив хет-трик у переможному (19:1) поєдинку Кубку Данії 2023/24 проти «Аврасії». Цей результат встановив новий історичний рекорд за найрозгромнішою перемогою в Кубку Данії. Але того ж місяця було оголошено, що в пошуках більшої кількості ігрового часу Немо залишив «Колдінг» і приєднався до «Янг Бойз ФД» з Третього дивізіону чемпіонату Данії. Відзначився голом за клуб в нічийному (1:1) поєдинку чемпіонату проти «Гольбека», завдяки чому допоміг своїй команді здобути очко. У лютому 2024 року було оголошено, що після місячного перегляду в «Гольбеку, Томсен покинув клуб.

## Кар'єра в збірній
Представляв футзальну збірну Гренландії на зимових Арктичних іграх 2018 року в північно-західних територіях Канади. Дійшовши до півфіналу, з 18-ма голами став найкращим бомбардиром юнацького дивізіону серед чоловіків. Закінчив турнір як найкращий бомбардир із 22-ма голами, що вдвічі більше, ніж будь-який інший гравець, оскільки «Гренландія» перемогла «Ямало-Ненецьку» команду у фіналі та виграла золоту медаль.
У жовтні 2020 року головний тренер Мортен Рутк’єр надіслав перший виклик для Немо до національної збірної Гренландії. У 16 років став наймолодшим гравцем серед 40 гравців. У серпні 2021 року викликав Томсена до команди з 24 гравців, яка тренуватиметься та змагатиметься з декількома датськими клубами в Данії наступного місяця. Томсен був одним із двох гравців з Данії у складі разом із Адамом Ейлером з «Коге».
Після цього став частиною списку гравців на перший матч Гренландії проти офіційної національної збірної після початку процесу приєднання до КОНКАКАФ, товариського матчу проти молодіжної збірної Косова, який відбудеться в Туреччині у вересні 2022 року. У стартовому матчі тренувального табору реалізував пенальті в програному (1:6) для Гренландії поєдинку проти «Аль-Кахраби» з іракської Прем'єр-ліги. Наступного року став другим найкращим бомбардиром з шістьма голами в чотирьох матчах Острівних ігор 2023 року. Відстав на один гол від Джейка Скрімшоу з острова Вайт, який зіграв на один матч більше, ніж Гренландія.
Томсен був відкликаний до національної збірної у травні 2024 року на черговий збір у Туреччині. Під час тренувального табору Гренландія зіграє декілька матчів, у тому числі проти Туркменістану.
| № | Дата          | Місце                                | Суперник  | Рахунок | Результат | Змагання           |
| - | ------------- | ------------------------------------ | --------- | ------- | --------- | ------------------ |
| 1 | 9 липня 2023  | Бланш П'єрр Лейн, Сен-Мартен, Гернсі | Оркні     | 1–1     | 2–2       | Острівні ігри 2023 |
| 2 | 9 липня 2023  | Бланш П'єрр Лейн, Сен-Мартен, Гернсі | Оркні     | 2–2     | 2–2       | Острівні ігри 2023 |
| 3 | 10 липня 2023 | Нортфілд, Сент-Семпсон, Гернсі       | Фроя      | 2–0     | 2–0       | Острівні ігри 2023 |
| 4 | 13 липня 2023 | Корбет Філд, Сент-Семпсон, Гернсі    | Шетландія | 1–2     | 1–5       | Острівні ігри 2023 |

## Особисте життя
Немо — син колишнього гравця національної збірної Гренландії Нільса Томсена. Його брат, Палуу, також грає за академію «Колдінга».